# Luperina vulpecula
Luperina vulpecula là một loài bướm đêm trong họ Noctuidae.